# Firefox (pel·lícula)
Firefox és una pel·lícula estatunidenca d'espionatge i d'acció realitzat per Clint Eastwood, estrenada l'any 1982. És la vuitena pel·lícula, que produeix i realitza l'actor i director estatunidenc, amb la seva societat de producció The Malpaso Company.Ha estat doblada al català.

## Argument

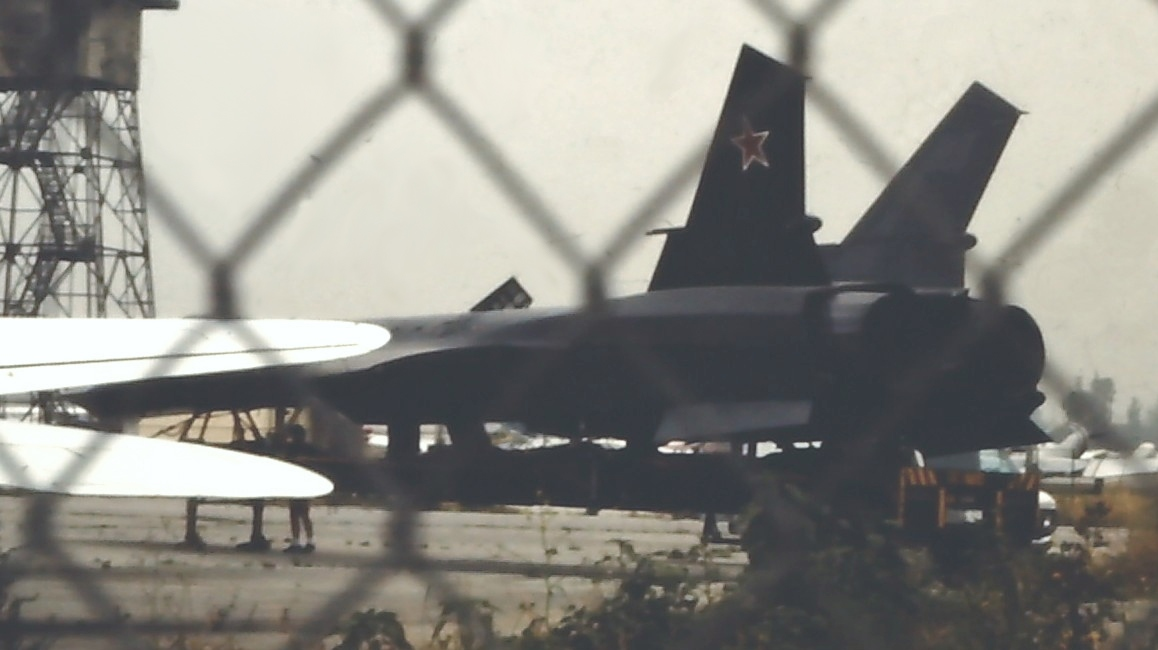
Foto de l'avió MiG-31 (codi OTAN Firefox) (en) utilitzat per la pel·lícula. Foto presa a l'aeroport de Van Nuys a Califòrnia el maig de 1982.
Aquest avió fictici, la designació del qual porta al MiG-31 (codi OTAN Foxhound) real, s'assembla més pel perfil de la seva carcassa al MiG-25 (codi OTAN Foxbat) que van trobar els pilots americans dels anys 1960.

Mitchell Gant, un pilot d'avió de caça jubilat, ha sol·licitat executar una missió perillosa: introduir-se a la Unió soviètica amb la finalitat de robar un prototip ultra secret d'avió experimental, reputat com a furtiu i podent estar dirigit pel pensament, el Firefox.
Per aconseguir la seva missió, Gant haurà de pensar en llengua russa per poder utilitzar els controls de l'avió via una interface cervell-maquina, enfrontar-se al coronel Yuri Voskov, el pilot de proves del Firefox, així com als seus vells dimonis que el segueixen des de la guerra del Vietnam.

## Repartiment
- Clint Eastwood: Major Mitchell Gant
- Freddie Jones: Kenneth Aubrey
- David Huffman: Buckholz
- Warren Clarke: Pavel Upenskoy
- Ronald Lacey: Dr. Maxim Ilich Semelovsky
- Kenneth Colley: Coronel Kontarsky
- Klaus Löwitsch: General Vladimirov
- Nigel Hawthorne: Dr. Pyotr Baranovich
- Hugh Fraser: Cap Inspector Tortyev
- Stefan Schnabel: Leonid Brezhnev
- Thomas Hill: General Brown
- Clive Merrison: Major Lanyev
- Kai Wulff: Tinent Coronel Yuri Voskov
- Dimitra Arliss: Natalia Baranovich
- Austin Willis: Walters
- Michael Currie : Capità Seerbacker
- Alan Tilvern: Marshal Kutuzov
- John Ratzenberger: Cap Peck

## Vídeojoc
- Firefox (ファイアーフォックス en japonès) és una Màquina recreativa creada per la societat Atari. Estrenada l'any 1983, inspirat en la pel·lícula de Clint Eastwood.